# María Luz Melcón
María Luz Melcón (Pola de Lena, 3 de marzo de 1943-Madrid, 15 de octubre de 2019) fue una escritora española. Ganó ex aequo la primera edición del premio Barral de Novela (1971).

## Biografía
Nacida en Pola de Lena, se trasladó sucesivamente a Pravia, Oviedo y Gijón, donde estudió el bachillerato. Desde los nueve años residió en León, a donde se había trasladado su familia que procedía de allí. Tras estudiar en el colegio de la Asunción (León), se matriculó en la facultad de Filosofía y Letras en la Universidad de Oviedo y posteriormente se trasladó a París, Roma y Gotemburgo. De regreso a la capital de España, se matriculó en la Escuela Oficial de Cinematografía, y se licenció en la facultad de Ciencias de la Información de la Universidad Complutense de Madrid.
Animada por el poeta asturiano Ángel González, María Luz se presentó en 1971 al primer certamen del Premio Barral. El jurado, formado por: Jesús Aguirre, Félix de Azúa, Carlos Barral, Josep María Castellet y Juan García Hortelano, entre otros, decidieron ante lo reñido de las deliberaciones, otorgar el premio ex aequo a las novelas presentadas por Haroldo Conti y Maria Luz.
Melcón publicó diversas colaboraciones en diversos medios de comunicación, como: Cuadernos del Norte, Cuadernos Hispanoamericanos, las revistas Viajar y Madrid. Fundó la Revista de Omaña, una revista dedicada a la tierra leonesa, y puso en marcha la Revista Hispania Mundi,

## Premios
- Mención Honorífica en el Concurso de la Facultad de Filosofía y Letras de la Universidad de Oviedo (1967), por su colección de poemas Adiós al alba.
- I Premio Barral de Novela ex aequo (1971), por Celia muerde la manzana.

## Obras

### Novela
- Celia muerde la manzana, Barral Editores, Barcelona, 1972.[5][3]
- Guerra en Babia, Seix Barral, Barcelona, 1993. Ambientada en la guerra civil española.
- Trilogía Catalina de Cervantes, compuesta por La Boda en Esquivias, En casa de Quijada y La mujer del manco, Word & Image, Madrid, 1996.

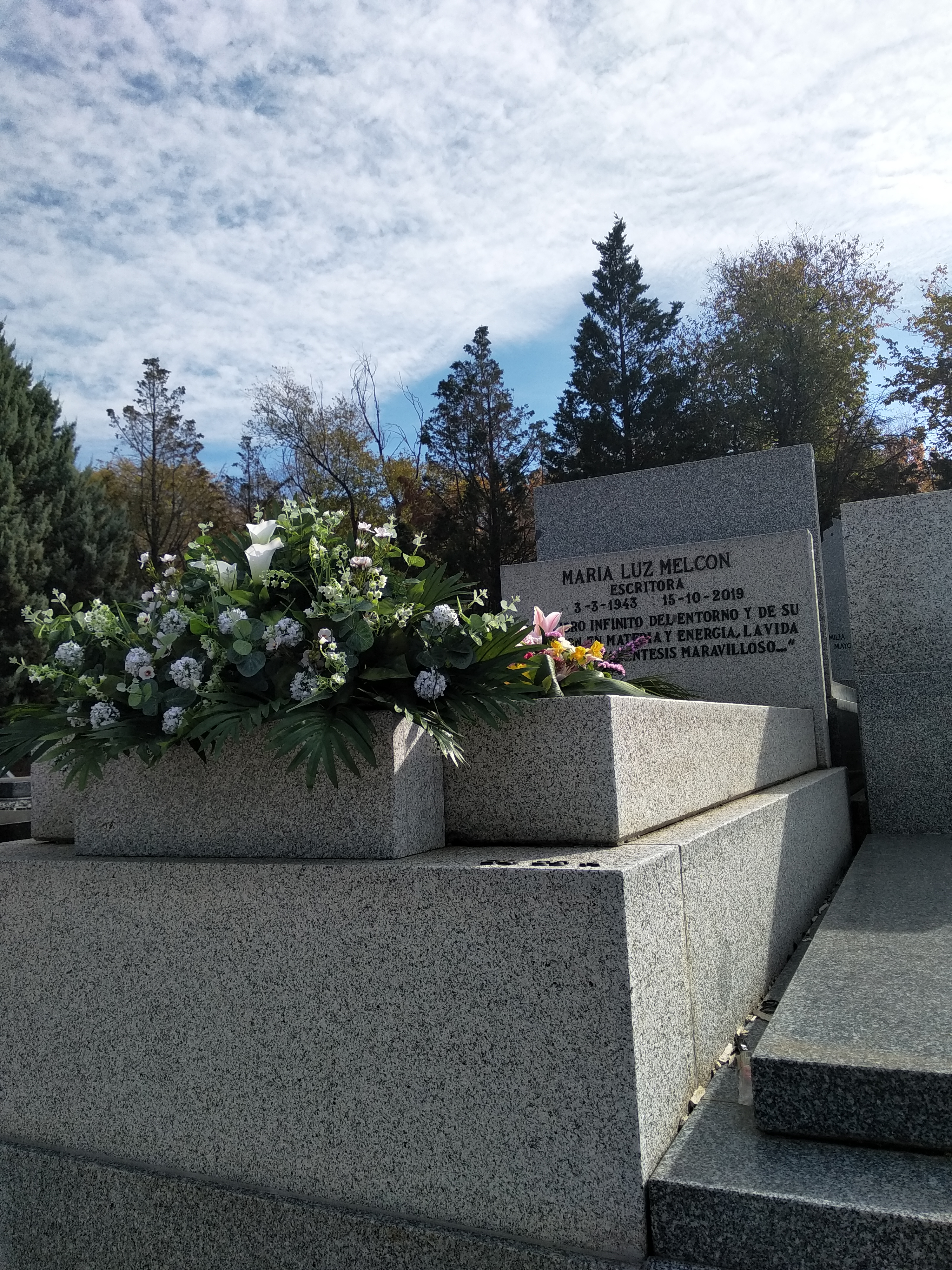
Panteón María Luz Melcon. Cementerio civil de Madrid

- Panteón María Luz Melcon. Cementerio civil de MadridLa mujer de Cervantes, W&I, Madrid, 2006. Ambientada en Esquivias (Toledo).[6]

### Poesía
- Poemas del siglo XX (1963-1970), mientra Occidente agoniza, donde sacó a la luz la producción poética de su juventud. Parte de la cual la escribió en París durante el mes de mayo de 1968.[6]